# Hertha von Walther
Hertha von Walther, née à Hildesheim le 12 juin 1903 et morte à Munich le 12 avril 1987 , est une actrice allemande qui est apparue dans 80 films entre 1921 et 1983.

## Filmographie partielle

### Comme réalisatrice
- 1921 : Julot, l'Apache

### Comme actrice
- 1921 : Julot, l'Apache
- 1923 : Tragödie der Liebe de Joe May
- 1925 : Les Chemins de la force et de la beauté de Nicholas Kaufmann et Wilhelm Prager
- 1926 : Les Mystères d'une âme (Geheimnisse einer Seele)
- 1927 : Les Tisserands de Friedrich Zelnik
- 1928 : Les Espions de Fritz Lang
- 1929 : Le Meneur de joies de Charles Burguet
- 1931 : Les Treize Malles de monsieur O. F. (Die Koffer des Herrn O.F.) d'Alexis Granowsky
- 1931 : Mary d'Alfred Hitchcock
- 1931 : M le maudit de Fritz Lang : la prostituée
- 1932 : Nous les mères
- 1936 : Das Schloß in Flandern de Géza von Bolváry
- 1977 : Une femme fatale de Jacques Doniol-Valcroze
- 1977 : L'Œuf du serpent d'Ingmar Bergman
- 1978 : Deux Heures de colle pour un baiser (Leidenschaftliche Blümchen) d'André Farwagi : Mlle Abbott